# Дурдейн
«Дурдейн» (англ. Durdane) — трилогія науково-фантастичних романів американського письменника Джека Венса, книги якої вперше вийшли в період з 1971 по 1973 роки. Романи описують пригоди Ґастеля Ецване на планеті Дурдейн. Трилогія в цілому зображує його зростання від простого хлопчика до самодержця Анома, і, нарешті, як рятівника свого світу від чужинця Асутри з третьої книги.
Три книги трилогії — у порядку читання та публікації:
- «Аном» (1971)
- «Відважні вільні люди» (1972)
- «Асутра» (1973)

## Видання
Трилогія «Дюрдейн» спочатку виходила у «The Magazine of Fantasy and Science Fiction» (у шести частинах, по дві на роман), у період з лютого 1971 року по червень 1973 року:
- «Безликий» (англ. The Faceless Man), перша частина, «The Magazine of Fantasy and Science Fiction», лютий 1971[1]
- «Безликий» (англ. The Faceless Man), друга частина, «The Magazine of Fantasy and Science Fiction», березень 1971[2]
- «Відважні вільні люди» (англ. The Brave Free Men), перша частина, «The Magazine of Fantasy and Science Fiction», липень 1972[3]
- «Відважні вільні люди» (англ. The Brave Free Men), друга частина, «The Magazine of Fantasy and Science Fiction», серпень 1972[4]
- «Асутра» (англ. The Asutra), перша частина, «The Magazine of Fantasy and Science Fiction», травень 1973[5]
- «Асутра» (англ. The Asutra), друга частина, «The Magazine of Fantasy and Science Fiction», червень 1973[6]

Вперше трилогія вийшла у книжковому вигляді в США у видавництві Dell, зі зміненою назвою першої частини на «Аном»: «Аном» (1973), «Відважні вільні люди» (1973), «Асутра» (1974).
Першу публікацію у Великій Британії здійснило видавництво Coronet: «Аном» (1975), «Відважні вільні люди» (1975), «Асутра» (1975). Видання Coronet вирізняється обкладинкою, виконаною Джимом Бернсом: три обкладинки, розміщені поруч, утворюють одну суцільну картину.

## Сюжет
Країною Шант на планеті Дурдейн править анонімний диктатор, на ім'я Аном, або Безликий. Він утримує владу за допомогою гривни — кільця з вибухівкою, яке носять на шиї кожного дорослого жителя Шанту.
Аном є нащадком династії, яка сама себе обирає і сама себе увічнює. Коли Аном старіє, він обирає собі наступника, і цій системі сотні років. Причиною такої суворої системи правління є надзвичайна індивідуальність мешканців Шанту. Вони поділені на десятки різних кантонів, кожен з яких має дуже відмінні звичаї та закони, об'єднані лише спільною мовою. До приходу Безликого, Шант був охоплений постійними громадянськими війнами та розбратом. Безликий не лише є клеєм, що скріплює Шант, але й анонімно спілкується з лідерами кантонів. Ті, хто втрачає голову, здебільшого є тими, хто порушив місцеві закони.
Головний герой трилогії — Ґастел Ецване, син повії та анонімного музиканта. Перші два томи розповідають про його дорослішання, про те, як він дізнається, хто його батько, як він намагається сам стати музикантом, про вбивство його матері та сестри расою інопланетних варварів-загарбників, відомих як роґусхи, і про його боротьбу за помсту проти них. Це призводить до того, що Ецване відкриває для себе особистість Анома, який, на диво пасивний, відмовляється мобілізувати армії Шанту проти прибульців. Ецване змушений сам взяти на себе роль Анома і, завдяки удачі та імпровізації, очолює врешті-решт успішну боротьбу проти загарбників. У відповідь на соціальні потрясіння, спричинені війною, Ецване складає свої повноваження, і система гривен скасовується.
У третьому, останньому томі Ецване дізнається — нелегким шляхом — що загарбники були витвором інопланетної раси, відомої як Асутра, яка створила ці карикатури на людство в першій спробі біологічної війни проти народів Дурдейну. Оскільки всі роґусхи — чоловічої статі, вони можуть розмножуватися лише шляхом статевого акту з людськими жінками, а вони шалено хтиві. Отримані «біси» не мають жодного генетичного зв'язку з людською матір'ю, яка є лише носієм. Цей процес, за задумом, також робить жінку безплідною.
Дія трилогії розгортається в тому ж широкому середовищі Ґейн Річ, що й у багатьох інших книжках Венса. Як і більшість його творів, вона сповнена кольорів, химерних культур та героїчних пригод.